# Mesochorus townesi
Mesochorus townesi là một loài tò vò trong họ Ichneumonidae.